# マーサ・スコット
マーサ・スコット（Martha Scott , 1912年9月22日 - 2003年5月28日）はアメリカ合衆国の女優。

## 経歴
ミズーリ州で生まれた。母親はアメリカ合衆国大統領ウィリアム・マッキンリーの親戚であった。学生時代に演劇に興味を持ちシカゴ万国博覧会で短縮版シェイクスピア劇に参加し演劇を始めた。その後、主役を演じたことがある舞台劇『わが町』の映画版『我等の町』（1940）で映画デビュー。この作品で第13回アカデミー賞の主演女優賞にノミネートされた。戦後も映画『必死の逃亡者』『十戒』『ベン・ハー』『愛と喝采の日々』などの有名作品に出演した。また、テレビシリーズにも『刑事コロンボ』や『ダラス』などにゲストとして多数出演した。1987年に出演した『ジェシカおばさんの事件簿』のエピソード「あぁ獄中に30年」は、彼女と俳優ジェフリー・リンが出演した1949年の映画『Strange Bargain』（日本未公開）の続編として制作されており、2人の役名も同じで2人のほかウェッブ警部役のハリー・モーガンも警部を引退したという設定で出演した。回想シーンとして、その映画のシーンが使用されている。
1990年に女優業を引退したスコットは、3年後の1993年に演劇への貢献を称えられハリウッド・ウォーク・オブ・フェームに星を獲得した。
2003年に老衰により90歳で死去した。

### 私生活
1940年にラジオアナウンサーと結婚したが1946年に離婚、その直後にジャズ・ピアニストのメル・パウエルと再婚し、1998年に彼が75歳で死去するまで夫婦生活を続けた。

## 主な出演作品

### 映画
- 我等の町 Our Town (1940)
- 明日への戦ひ The Howards of Virginia (1940)
- 我が道は遠けれど One Foot in Heaven (1941)
- 美しき生涯 Cheers for Miss Bishop (1941)
- 硝煙の新天地 In Old Oklahoma (1943)
- ステージドア・キャンティーン Stage Door Canteen (1943)
- 許されざる女 So Well Remembered (1947)
- 必死の逃亡者 - The Desperate Hours (1955)
- 十戒 - The Ten Commandments (1956)
- サヨナラ - Sayonara (1957)
- ベン・ハー - Ben-Hur (1959)
- シャーロットのおくりもの Charlotte's Web (1973) ※アニメーション映画
- エアポート'75 - Airport 1975 (1974)
- 愛と喝采の日々 The Turning Point (1977)
- SFモンド・ムービー／エイリマン Doin' Time on Planet Earth (1988)

### テレビドラマ
- ルート66 Route 66 (1961,62)
- FBIアメリカ連邦警察 The F.B.I. (1967)
- 鬼警部アイアンサイド Ironside (1969)
- 謎のジェット戦斗機 The Delphi Bureau (1972)
- ドクター・ウェルビー Marcus Welby, M.D. (1973)
- モッズ特捜隊 The Mod Squad (1973)
- 刑事コロンボ <ビデオテープの証言> Columbo: Playback (1975)
- 地上最強の美女バイオニック・ジェミー The Bionic Woman (1976,77)
- ダラス Dallas (1979,1985)
- アダムを返して/愛は限りなく Adam (1983)
- 私立探偵マグナム Magnum, P.I. (1983)
- ジェシカおばさんの事件簿 <あぁ獄中に30年> Murder, She Wrote: The Days Dwindle Down (1987)
- ストリート・ガール/天使の堕ちた街 Daughter of the Streets (1990)

## ノミネート
- アカデミー賞
  - 第13回（1940年） - 主演女優賞（『我等の町』）